# Sneaky Sound System
Das Sneaky Sound System ist eine australische Dance-Pop-Band aus Sydney.

## Bandgeschichte
2001 lernten sich Angus McDonald und Daimon Downey kennen. McDonald war zuvor schon als Musiker in New York und London unterwegs gewesen, der gebürtige Südafrikaner Downey strebte eigentlich eine Künstlerkarriere an. Sie gründeten einen Club in der Hauptstadt von New South Wales und spezialisierten sich auf die sonst eher wenig besuchten Nächte von Sonntag auf Montag. Das Ganze nannten sie Sneaky Sunday.

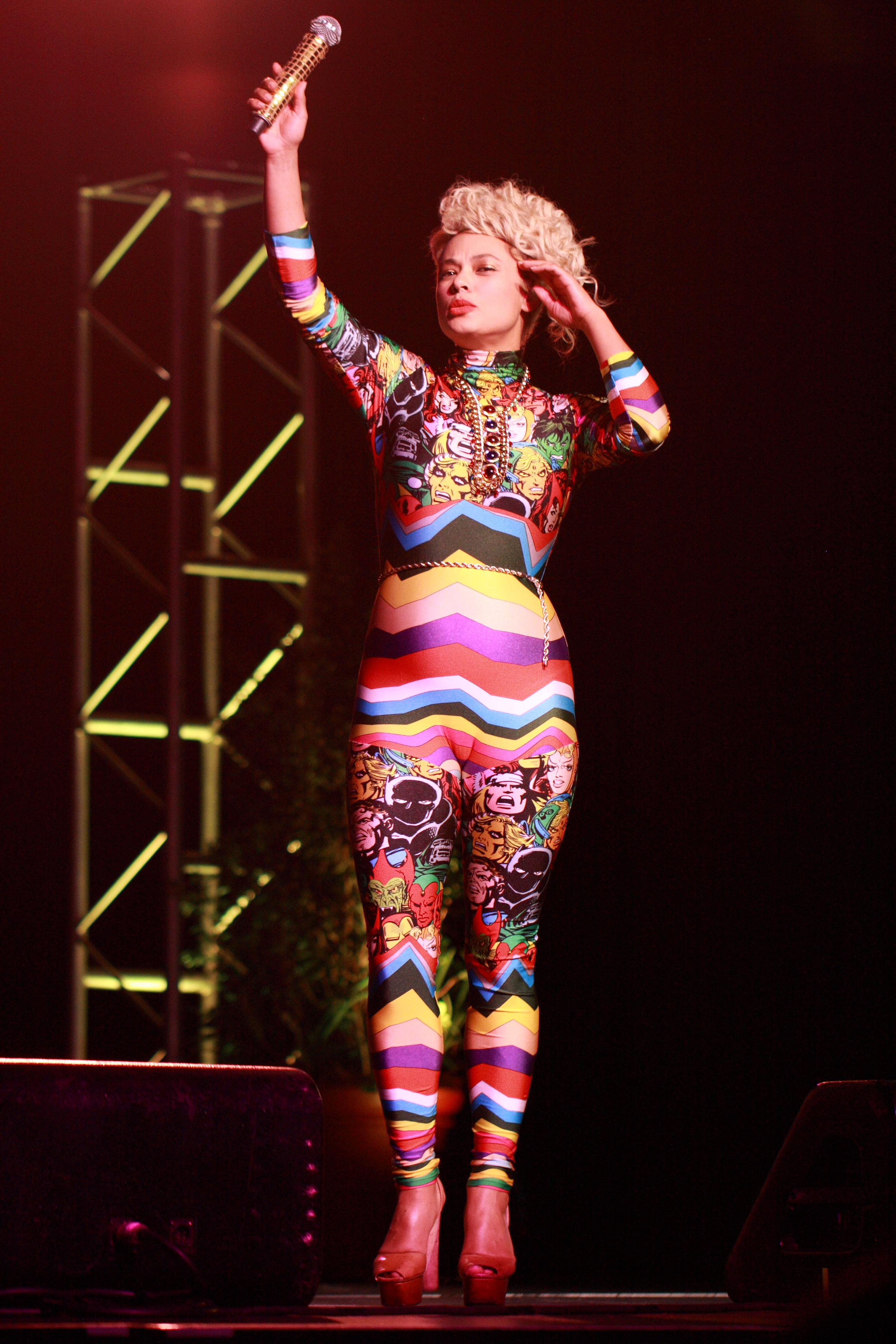
Connie Mitchell

Es ließ sich so erfolgreich an, dass sie für Sony eine Mix-CD veröffentlichten. Daraufhin beschlossen sie, auch eigene Musik zu machen und hatten als Sneaky Sound System 2004 einen Clubhit mit dem Titel Hip Hop Hooray. Danach trafen bei der Suche nach einer Sängerin auf Connie Mitchell, die zuvor für die Rockband Primary gesungen hatte, bis diese sich auflöste. Ihre erste gemeinsame Singleveröffentlichung I Love It brachte ihnen gleich große Bekanntheit über die Clubs hinaus und einen ersten Charterfolg sowie zwei Nominierungen bei den ARIA Awards, dem Musikpreis der australischen Plattenindustrie.
Danach entstand das Debütalbum Sneaky Sound System, das eine Mischung aus Dance und Pop beinhaltete. Zwar fanden sie trotz der Empfehlung durch die Single kein Label, das von dem Album überzeugt gewesen wäre, aber als sie es schließlich in Eigenregie mit dem eigenen Label Whack Records veröffentlichten, erwies es sich als sehr erfolgreich und als ein Dauerbrenner, der das ganze Jahr 2007 bis weit hinein ins Jahr 2008 über 60 Wochen in den australischen Charts blieb und mit 3-fach-Platin ausgezeichnet wurde. Sehr erfolgreich waren auch die Singles Pictures und UFO, die jeweils über 30 Wochen in den Singlecharts verweilten, auch wenn sie die Top 10 verfehlten. Es folgten sechs ARIA-Awards-Nominierungen, die zum Sieg in den Kategorien Best Dance Release und Breakthrough Artist – Album führten. Bei Live Earth gehörten sie am 7. Juli 2007 zu den Vertretern auf dem Australienkonzert.
Als Folge traten sie nicht nur australienweit in den Clubs auf, sondern wurden international engagiert und begleiteten Weltstars wie Robbie Williams, Jamiroquai und die Scissor Sisters auf deren Australientouren. Bei ihrem zweiten Album, das schlicht "2" betitelt wurde, arbeiteten sie mit dem britischen Topmixer und -produzenten Mark Stent zusammen. Mitte 2008 stieg das Album auf Platz 1 in Australien ein.
Gleichzeitig wurde die alte Single Pictures auch in Großbritannien veröffentlicht und verpasste ganz knapp die Top 75 der UK Charts. Mit UFO gelang ihnen Ende 2008 dann der Sprung auf Platz 52. Es folgte im März 2009 eine kurze UK-Tour zur britischen Veröffentlichung von I Love It und nachfolgend des Albums Sneaky Sound System.

## Diskografie
Alben
- 2003: Other Peoples Music (Mix-CD)
- 2006: Sneaky Sound System (Whack; UK: 2009)
- 2008: 2 (Whack)
- 2011: From Here to Anywhere (Modular Recordings)

Singles
- 2004: Hip Hop Hooray (Whack)
- 2005: Tease Me (Whack)
- 2006: I Love It (Whack; UK: 2009)
- 2006: Pictures (Whack; UK: 2008)
- 2007: UFO (Whack; UK: 2008)
- 2007: Goodbye (Whack)
- 2008: Kansas City (Whack)
- 2008: When We Were Young (Whack)
- 2009: 16 (Whack)
- 2009: It’s Not My Problem (Whack)
- 2011: We Love (Modular Recordings)
- 2011: Big (Modular Recordings)
- 2015: All I Need (Thembi Records)
- 2017: Do Ya Thing (Club Sweat)
- 2018: Can’t Help the Way That I Feel (Cr2 Records)